# Jiedushi
Der Titel Jiedushi (chinesisch 節度使 / 节度使, Pinyin Jiédùshǐ) bezeichnete während der Tang-Dynastie und der Zeit der Fünf Dynastien und Zehn Königreiche regionale Militärgouverneure in China. Ursprünglich eingesetzt, um äußere Bedrohungen abzuwehren, gewannen die Jiedushi immer mehr Macht und Einfluss, vom Recht, Steuern einzutreiben über erbliche Titel bis hin zur Unterhaltung eigener Armeen. 
Als berühmtes Beispiel gilt An Lushan, welcher als Jiedushi von drei Gebieten mit einer 200.000 Mann starken Armee ausgestattet war und 755 zur Rebellion aufrief. Doch auch nach Niederschlagung dieser Revolution behielten die Jiedushi ihre Macht und betrieben den Untergang der Tang-Dynastie nur umso heftiger, so dass es mächtigen Jiedushi um 900 n. Chr. gelang, die Zentralregierung in China auszuschalten. Dies führte zur politischen Instabilität der Zeit der Fünf Dynastien und Zehn Königreiche, die von Machtkämpfen rivalisierender Königreiche, Dynastien und regionaler Jiedushi geprägt war.

## Berühmte Jiedushi
- An Lushan
- Zhu Wen
- Li Keyong
- Li Cunxu
- Li Maozhen
- Liu Rengong
- Liu Shouguang
- Li Jiqian
- Meng Zhixiang